# Demokratiska Rörelsen - Förenade Georgien
Demokratiska Rörelsen - Förenade Georgien är ett politiskt parti i Georgien under ledning av Nino Burdzjanadze, före detta talman för det Georgiska parlamentet. Partiet bildades den 24 november 2008. Partiet är för närvarande i opposition mot regeringen ledd av Micheil Saakasjvili och hans parti Enade nationella rörelsen.